# Wigge (Fluss)

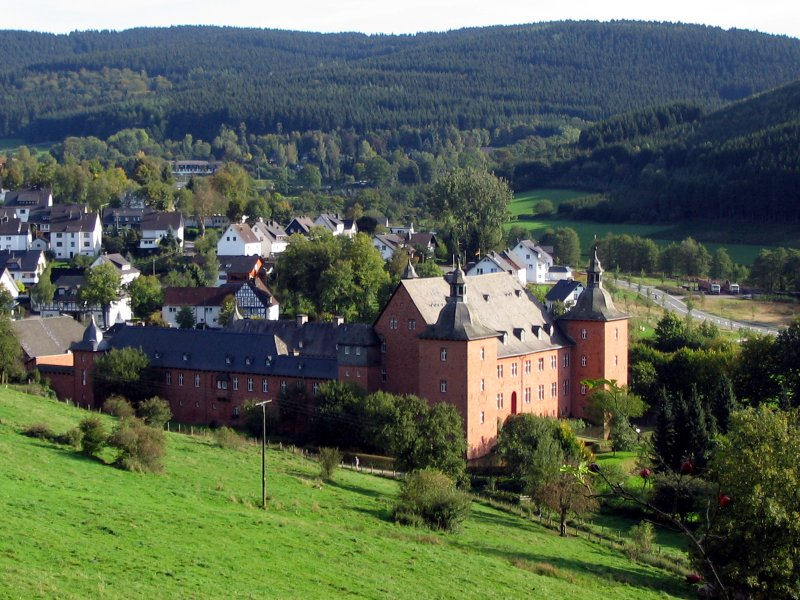
Schloss Adolfsburg mit Oberhundem, dahinter liegendem Tal der Wigge (mit Landesstraße 553) und Rothaargebirge

Die Wigge, auch Wiggesiepen genannt, im nordrhein-westfälischen Kreis Olpe ist ein etwa 3,6 km langer, östlicher und orographisch linker Zufluss der Hundem im sauerländischen Teil des Rothaargebirges.

## Geographie

### Verlauf
Die Wigge entspringt etwa im südwestlichen Zentrum des Rothaargebirges im Naturpark Sauerland-Rothaargebirge. Ihre Quelle befindet sich rund 2,5 km (Luftlinie) östlich des Dorfs Oberhundem (zu Kirchhundem) auf der Südwestflanke des Wildhöfer (727,9 m), einer nordnordwestlichen Nebenkuppe der Hohen Hessel auf etwa 645 m ü. NHN; über den Wildhöfer verläuft die Rhein-Weser-Wasserscheide. Etwas oberhalb der Wiggequelle liegt am Rothaarsteig neben einer Weggabelung (673,2 m) im Gewann Wildhöfe eine Aussichtsplattform.
Westlich vom Hauptkamm des Rothaargebirges fließt die Wigge in überwiegend westlicher Richtung durch bewaldetes Gebiet des Landschaftsschutzgebiets Kreis Olpe (CDDA-Nr. 345041; 1988; 262,87 km²). Dabei passiert sie die Oberhundemer Klippen, die als Naturdenkmal ausgewiesen sind. Hiernach unterquert der Bach bei Verlassen des Landschaftsschutzgebiets die Landesstraße 553, die vom Weiler Rüspe (zu Kirchhundem) vorbei am Rhein-Weser-Turm und Panorama-Park Sauerland nach Oberhundem führt, und fließt fortan entlang der Straße durch einen unbewaldeten Talabschnitt.
Kurz darauf mündet die Wigge, unmittelbar nach südlichem Passieren des Dorfs Oberhundem sowie zweitem und letztmaligem Unterqueren der L 553, auf etwa 390 m Höhe in den dort von Nordosten kommenden Lenne-Zufluss Hundem. Jenseits und nordöstlich der Mündung steht das Schloss Adolfsburg.

### Einzugsgebiet und Zuflüsse
Das Einzugsgebiet der Wigge ist 5,237 km² groß. Zu ihren Zuflüssen zählt die etwa 1,7 km lange Lütke Rinsecke, die linksseitig von Süden kommend direkt südlich von Oberhundem einmündet.